# Polistes perplexus
Polistes perplexus är en getingart som beskrevs av Cresson 1872. Polistes perplexus ingår i släktet pappersgetingar, och familjen getingar. Inga underarter finns listade i Catalogue of Life.